# Rhopalizus femoralis
Rhopalizus femoralis là một loài bọ cánh cứng trong họ Cerambycidae.